# Kotlová rozpěrka
Kotlová rozpěrka slouží ke zpevnění plochých částí skříňového kotle , varníků, a dalších míst, kde by tlak vody v kotli mohl kotel zdeformovat.
Podle provedení mohou být rozpěrky buď kloubové nebo pevné, podle umístění podélné nebo příčné.
Rozpěrky jsou vyrobeny buď z oceli nebo mědi – podle materiálu, z něhož je zhotoveno topeniště kotle. V běžném skříňovém kotli je jich rozmístěno několik desítek až několik stovek.
Rozpěrka má tvar tyče, je dlouhá kolem 20cm a asi 1cm silná. Na koncích je zašroubována, zanýtována nebo zavařena do kotlových stěn. V ose rozpěrky je vyvrtán úzký kanálek, který zasahuje až do míst, kde dochází nejčastěji k jejímu prasknutí. Tento kanálek slouží pro kontrolu, protože při prasknutí rozpěrky unikající pára upozorní obsluhu kotle na poruchu. Prasknutí většího množství rozpěrek blízko sebe by mohlo vést k poškození nebo až k výbuchu kotle.